# جک گوری
جک گوری (انگلیسی: Jack Gurry; ۱۷ ژوئیهٔ ۱۹۰۷ – ۱ اکتبر ۱۹۸۳) بازیکن فوتبال اهل بریتانیا بود.
از باشگاه‌هایی که در آن بازی کرده‌است می‌توان به باشگاه فوتبال وستهام یونایتد، باشگاه فوتبال بارکینگ، باشگاه فوتبال ساوت‌همپتون، و باشگاه فوتبال لستر سیتی اشاره کرد.